# Estereótipo LGBT

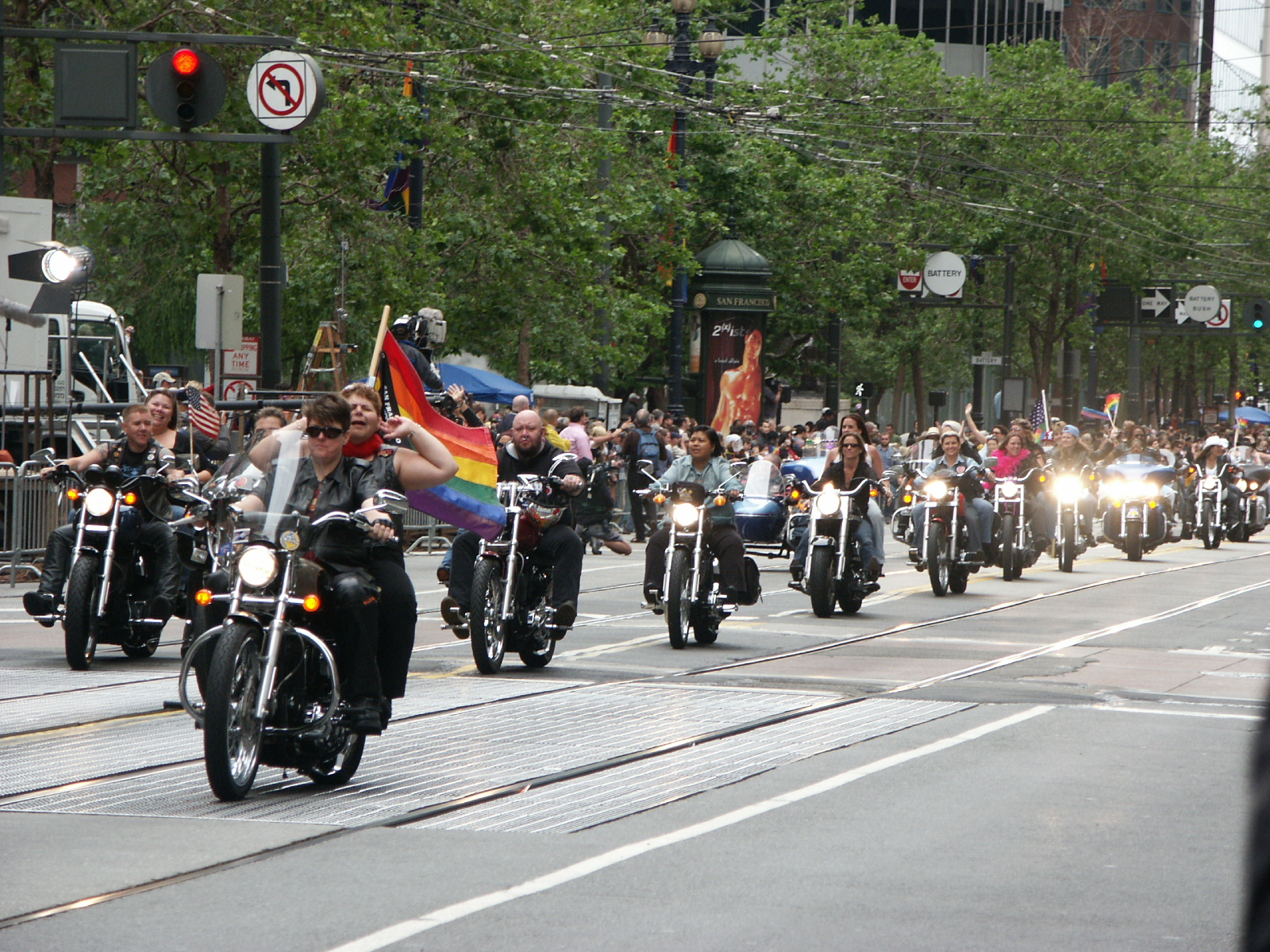
Grupo de mulheres motoqueiras, 'assumindo' o seu estereótipo

Os estereótipos LGBT (lésbicas, gays, bissexuais, transgéneros, transexuais e travestis) são generalizações, opiniões e imagens sobre pessoas, com base na sua sexualidade, afetividade e expressão ou identidade de género. Estereótipos e queerfobia são uma perspectiva aprendida, quer seja por parentes, líderes religiosos, professores, colegas ou pela grande mídia. São usados principalmente para definir e limitar pessoas ou grupos de pessoas na sociedade.
Um estereótipo negativo é muitas vezes um resultado de sexismo, heteronormatividade, monossexismo, cisnormatividade entre outros sistemas de opressão. Embora raros, estereótipos positivos também existem.

## Lesbianidade

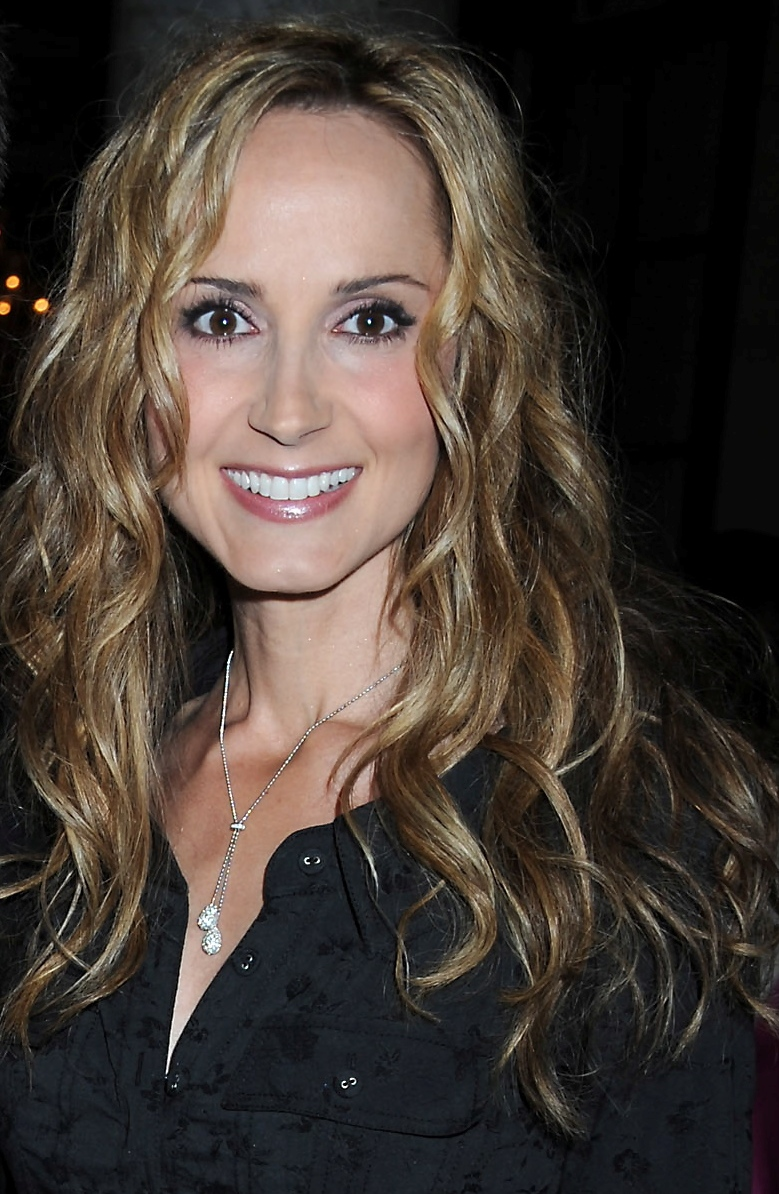
Chely Wright, foi primeira e única estrela do country music a assumir-se homossexual.

As lésbicas estão sujeitas a estereótipos e rótulos de quem são, de como se vestem e se comportam enfrentando a intersecção do machismo com a homofobia. Normalmente, são identificadas como "masculinizadas", de cortes de cabelo curto e botas de trabalho. Nos últimos anos algumas mulheres gays famosas, como as atrizes Amber Heard e Portia de Rossi, e a cantora Chely Wright, têm feito alguns progressos em dissipar o estereótipo geral de como uma lésbica se parece e age.

## Homossexualidade masculina
O estereótipo mais característico do homem homossexual é a imagem do afeminado e passivo ou do ‘‘melhor amigo gay’’ de uma mulher/menina. 

## Bissexualidade
Uma pessoa bissexual é definida como tendo uma atração por mais de um gênero, geralmente em graus variados. No entanto, no que toca em estabelecer uma definição mais precisa, há divergências significativas entre os teóricos e os próprios bissexuais. Os estereótipos da bissexualidade envolvem geralmente a promiscuidade e a infidelidade. ver bifobia

## Transgênero
Transgênero é um termo genérico que engloba uma ampla gama de pessoas com identidades mais específicas, alguém que se identifica com um género diferente do biológico. Há grandes diferenças nas pessoas que podem ser generalizadas no âmbito deste termo- pessoas transexuais, travestis, não-conformes de gênero, mulheres e homens trans e pessoas não-binárias. Num sentido amplo, a palavra "transgênero" abrange todas as pessoas que estão fora dos estereótipos de género. As ideias de que as pessoas trans são todas prostitutas e as caricaturas de homens e mulheres, são dois dos muitos rótulos sobre transgêneros.

## Transexualidade
Transexual é uma pessoa que nasceu com as características físicas de um sexo, mas sente pertencer a outro, ou seja, acredita ter nascido no corpo errado.
Há na sociedade os estereótipos negativos de que a mulher transexual é alta e se prostitui e o homem transexual é baixo e/ou ‘‘lésbico’’.

## Travestis
Travestis são comumente rotuladas como homossexuais, embora travestilidade e homossexualidade sejam conceitos diferentes e travestis possam ter qualquer orientação sexual.